# Trogon violacé
Trogon violaceus
Espèce
Statut de conservation UICN

 LC  : Préoccupation mineure
Le Trogon violacé (Trogon violaceus) est une espèce d'oiseau de la famille des Trogonidae.

## Description
Ce trogon mesure environ 23 cm de longueur. Il présente un dimorphisme sexuel. Les deux sexes ont le ventre jaune. Le mâle a la tête et la poitrine bleu foncé et les cercles oculaires jaunes.

## Répartition
Son aire s'étend principalement à travers le plateau des Guyanes.

## Taxonomie
Le Trogon pattu (Trogon caligatus) d'Amérique centrale était considéré auparavant comme une sous-espèce du Trogon violacé.